# グレガー・タウンゼンド
グレガー・タウンゼンド（Gregor Townsend、1973年4月26日 - ）は、スコットランドのラグビー指導者。現在スコットランド代表のヘッドコーチ。

## プロフィール
- スコットランド・ガラシエル出身。
- 現役時代のポジションはスタンドオフ(SO)、センター(CTB)、フルバック(FB)。
- スコットランド代表通算キャップ数は82でラグビーワールドカップ1999・ラグビーワールドカップ2003のスコットランド代表に選ばれた[1]。
- ブリティッシュ・アンド・アイリッシュ・ライオンズに選ばれたことがある[2]。

## 略歴
現役の頃カストル・モンペリエなどでプレーしていた。
現役引退後、ボーダー・レイバース・グラスゴー・ウォリアーズなどのコーチを歴任して、2017年、スコットランド代表のヘッドコーチに就任。